# روبرت سميث (عسكري أسترالي)
روبرت سميث (بالإنجليزية: Robert Smith)‏ هو عسكري أسترالي، ولد في 4 سبتمبر 1881 في ريتشموند ‏ في أستراليا، وتوفي في 14 يوليو 1928 في غيلونغ في أستراليا بسبب سكتة.